# مک‌میلان و همسرش
مک‌میلان و همسرش (انگلیسی: McMillan & Wife) که با عنوان ساده‌ترِ «مک‌میلان» هم شناخته می‌شد، نام یک مجموعه تلویزیونی پلیسی-جنایی آمریکایی است که از سال ۱۹۷۱ تا ۱۹۷۷ میلادی، از شبکهٔ «ان‌بی‌سی» و به‌طور متناوب با مجموعه تلویزیونی‌های ستوان کلمبو و مک‌کلاود به روی آنتن رفت. فصل‌های ۲ تا ۶ این سریال به‌صورت دی‌وی‌دی در سال ۲۰۱۰ در آمریکا و کانادا منتشر شد. نسخه کامل سریال در سال ۲۰۱۲ بر روی دی‌وی‌دی منتشر شد.
در ایران نیز، این مجموعه تلویزیونی، در سال ۱۳۵۴ خورشیدی با دوبلهٔ فارسی و به‌طور متناوب با مجموعه تلویزیونیِ ستوان کلمبو، از تلویزیون ملی ایران پخش شد.